# Вежель, Станислав Станиславович
Станислав Станиславович Вежель (род. 11 октября 1958, Лунно, Гродненская область) — советский и белорусский легкоатлет, специалист по спортивной ходьбе. Выступал за сборные СССР и Белоруссии по лёгкой атлетике в конце 1980-х — начале 1990-х годов, победитель Кубка мира в командном зачёте, призёр первенств всесоюзного значения.

## Биография
Станислав Вежель родился 11 октября 1958 года в деревне Лунно Мостовского района Гродненской области Белорусской ССР. Занимался лёгкой атлетикой в Бресте.
Впервые заявил о себе на всесоюзном уровне в сезоне 1987 года, когда в дисциплине 50 км выиграл бронзовую медаль на чемпионате СССР по спортивной ходьбе в Чебоксарах — с результатом 3:55.02 уступил здесь только Вениамину Николаеву и Николаю Фролову.
В 1989 году вошёл в состав советской сборной и выступил на Кубке мира по спортивной ходьбе в Оспиталете. В личном зачёте 50 км показал результат 3:44.50 и завоевал бронзовую медаль, финишировав позади австралийца Саймона Бейкера и советского ходока Андрея Перлова — тем самым помог своим соотечественникам выиграть общекомандный мужской зачёт (Кубок Лугано).
В мае 1990 года с личным рекордом 3:42.00 стал бронзовым призёром на чемпионате СССР в Москве. С этим результатом на тот момент вошёл в десятку сильнейших ходоков всех времён на дистанции 50 км.
После распада Советского Союза Вежель ещё в течение некоторого времени выступал за белорусскую национальную сборную. Так, в 1993 году он представлял Белоруссию в дисциплине 50 км на Кубке мира в Монтеррее, но здесь был дисквалифицирован и не показал никакого результата.